# Omrop Fryslân
Omrop Fryslân (Fries voor Omroep Friesland) is de regionale publieke omroep en rampenzender van de Nederlandse provincie Friesland. Op Omrop Fryslân wordt voornamelijk Fries gesproken. Ook Nederlands, Stellingwerfs, Stadsfries, Bildts en andere nauw verwante variëteiten zijn regelmatig te horen.

## Geschiedenis
De provincie Friesland heeft sinds 1946 een regionale omroep. In de eerste jaren werden de uitzendingen verzorgd door de Regionale Omroep Noord (RON). In de jaren vijftig werd de RON omgedoopt tot RONO (Regionale Omroep Noord en Oost). De RON (en later de RONO) was de regionale omroep voor de provincies Friesland, Groningen, Drenthe, Overijssel en vanaf 1965 ook voor Gelderland. De Friese afdeling van de RON/RONO verzorgde radio-uitzendingen voor Friesland (deels in het Fries).
In 1978 werd de RONO gesplitst in drie zenders: Radio Noord, Radio Oost en Radio Friesland (in het Fries: Radio Fryslân). In 1988 ging Radio Fryslân zelfstandig verder als Omrop Fryslân. In 1994 begon Omrop Fryslân met televisie-uitzendingen van een uur. Enkele jaren later werd begonnen met het uitzenden van een programma van anderhalf uur, dat de hele nacht werd herhaald. Omrop Fryslân is ook de calamiteitenzender die in geval van een ramp de bevolking van Friesland informeert. De omroep zorgt verder voor Fryske skoalletelefyzje (schooltelevisie). De omroep mag 52 uur aan Fryslân DOK per jaar op de publieke netten (NPO 2) uitzenden en daarbovenop 40 Friese school-tv uitzendingen. Omrop Fryslân was de eerste regionale omroep die een eigen dramaserie op de buis bracht, namelijk Baas Boppe Baas. Deze serie werd opgevolgd door de advocatenserie Dankert en Dankert, die gebaseerd is op het Friese advocatenduo Wim en Hans Anker. In 2009 maakte Steven de Jong voor de omroep de serie Bit over paarden.

## Bereikbaarheid
De radiozender van Omrop Fryslân zendt uit via de FM-ether (kanaal 92,2 en 92,5), de kabel en Digitenne in de provincie, en in grote delen van Europa via satellietpositie Astra 23,5°O. Sinds 2015 is Omrop Fryslân in een groot gedeelte van noord- en midden-Nederland, alsook de daaraan grenzende streek van Duitsland, te ontvangen via DAB+. De omroep heeft verder zendtijd op NPO 2, omdat de rijksoverheid de taak heeft het gebruik van de Friese taal in de media te stimuleren.
Tevens is Omrop Fryslân actief met uitzendingen via internet, waar de tv- en radio-uitzendingen 24 uur per dag uitgezonden worden. Hierop zijn naast de reguliere tv-programmering ook regelmatig thema-uitzendingen te zien. Zo zijn evenementen als het Fries Kampioenschap Paalzitten en de Open Nederlandse Fanfare Kampioenschappen (ONFK) op deze website, live te bekijken en beluisteren.